# Poison – Eine Liebesgeschichte
Poison – Eine Liebesgeschichte ist ein Filmdrama und das Spielfilm-Regiedebüt von Désirée Nosbusch. In dem an einem Tag spielenden Film sind Tim Roth und Trine Dyrholm als früheres Paar zu sehen, das sich fast ein Jahrzehnt nach dem tragischen Unfalltod des Kindes wiedertrifft. Poison – Eine Liebesgeschichte basiert auf dem Theaterstück Gift – Eine Ehegeschichte der niederländischen Dramatikerin Lot Vekemans und feierte Anfang Juli 2024 beim Filmfest München seine Premiere. Der Kinostart in den Niederlanden erfolgte Ende September 2024, in Deutschland Ende Januar 2025.

## Handlung
Neun Jahre nach ihrer Trennung treffen sich Lucas und Edith wieder. Nach dem tragischen Unfalltod ihres Kindes hatten sie sich damals getrennt. Gemeinsam besuchen sie den Friedhof.

## Produktion

### Regie und Drehbuch

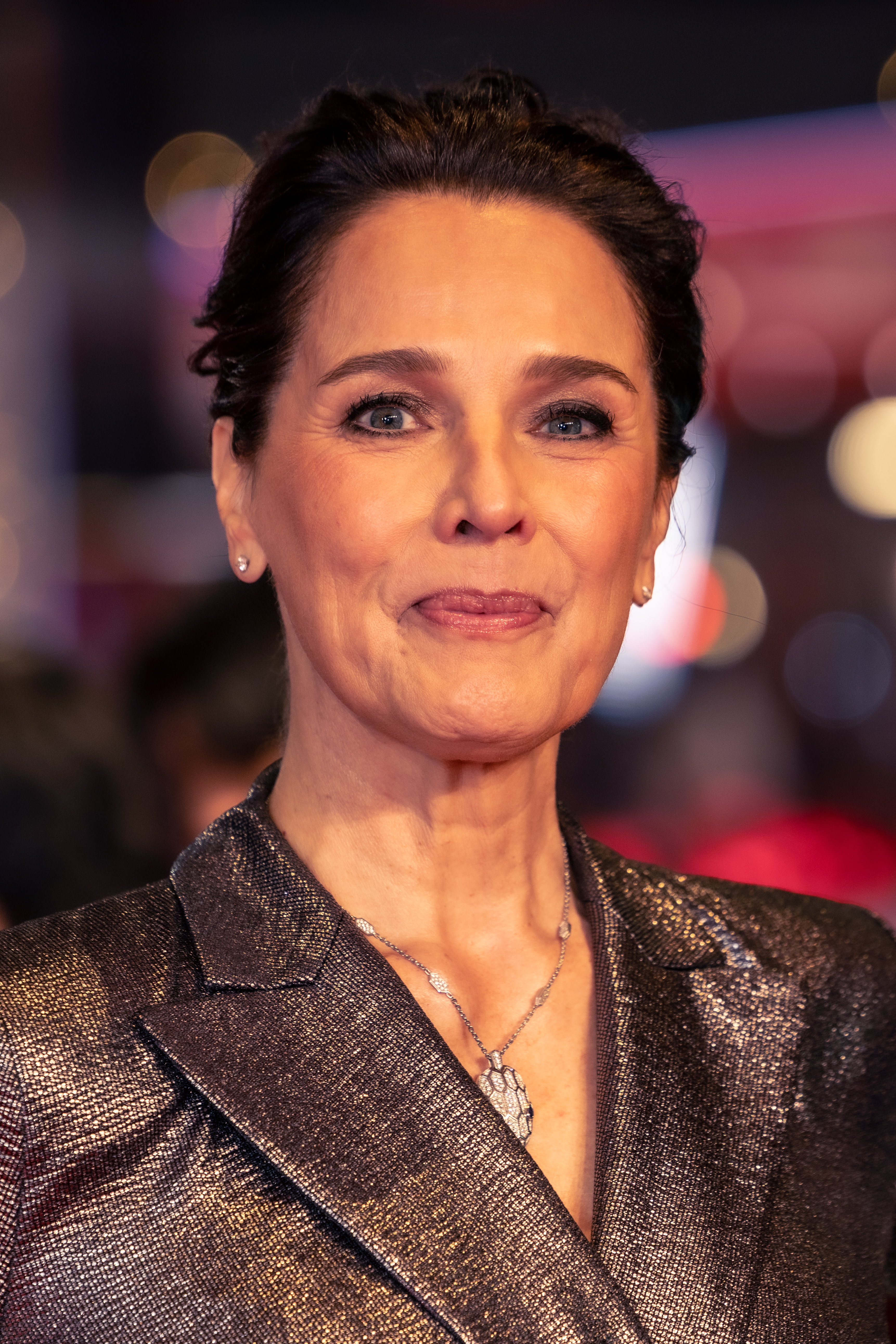
Regisseurin Désirée Nosbusch

Regie führte Désirée Nosbusch. Es handelt sich bei Poison um ihr Spielfilmdebüt als Regisseurin und ihren zweiten Langfilm. Ihr erster Langfilm war der Dokumentarfilm Succès Fox. Das Drehbuch schrieb die niederländische Dramatikerin Lot Vekemans basierend auf ihrem Theaterstück Gift – Eine Ehegeschichte.

### Besetzung und Synchronisation
Der Brite Tim Roth und die Dänin Trine Dyrholm spielen Lucas und Edith. Die deutsche Synchronisation entstand nach einem Dialogbuch und der Dialogregie von Heike Schroetter im Auftrag der Mixwerk Synchron GmbH in Berlin. Viktor Neumann leiht in der deutschen Fassung Roth in der Rolle von Lucas seine Stimme und  Elisabeth Günther ihre Dyrholm in der Rolle von Edith.

### Filmförderung und Dreharbeiten
Die Produktion erhielt vom Film Fund Luxembourg eine Förderung in Höhe von 2,7 Millionen Euro.
Die Dreharbeiten fanden von Ende Januar bis Anfang März 2022 an verschiedenen Orten in Luxemburg und den Niederlanden statt. Als Kamerafrau fungierte Judith Kaufmann.

### Marketing und Veröffentlichung
Die Premiere des Films erfolgte am 5. Juli 2024 beim Filmfest München. Ab Mitte Juli 2024 wurde Poison beim Galway Film Fleadh gezeigt. Der erste Trailer wurde Anfang Dezember 2024 vorgestellt. Der Kinostart in den Niederlanden erfolgte am 26. September 2024, in Deutschland	am 30. Januar 2025.

## Auszeichnungen
Filmfest München 2024*
- Nominierung für den CineCoPro Award (Désirée Nosbusch)

Galway Film Fleadh 2024
- Auszeichnung mit dem Peripheral Visions Award (Désirée Nosbusch)[7]